# Sionismo revisionista
Il sionismo revisionista fu una variante del sionismo emersa negli anni 1930 su impulso di Vladimir Žabotinskij. Si caratterizzava per l'adesione a idee di destra e venne in parte influenzato dal fascismo. Opposto al sionismo socialista, il sionismo revisionista rappresentò la base ideologica dell'Irgun e influenzò in seguito l'Herut e il Likud.

## Le origini
Il sionismo comparve nel 1880. Dagli anni Novanta del XIX secolo si manifestano tre correnti:
- Una corrente sionista socialista, che s'incarnerà in differenti partiti, fra cui il Poale sion e lo Hachomer Hatzaïr.
- Una corrente sionista religiosa, incarnata dal partito Mizrahì.
- Una corrente di destra liberale, quella dei Sionisti Generali. I sionisti generali non si organizzano in un vero e proprio partito fino agli anni venti, sotto la direzione del moderato e filo-britannico Chaim Weizmann.

Nel 1920, alla Conferenza di Sanremo, le grandi Potenze occidentali decisero la creazione di un Focolare Nazionale Ebraico in Palestina, e affidarono un Mandato ai Britannici in tal senso. Le opportunità erano enormi per il sionismo, ma s'accompagnavano a una crescita dei contrasti circa il potere che avrebbe dovuto avere questo Focolare, gli obiettivi e i mezzi per realizzarlo.
Numerosi movimenti sionisti si riorganizzarono dunque verso il 1920: Sionisti Generali, Achdut Ha'avoda e presto i revisionisti.

### Žabotinskij

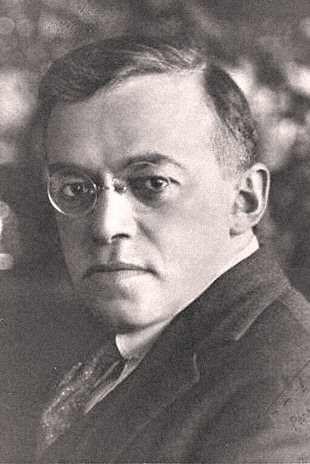
Vladimir Žabotinskij

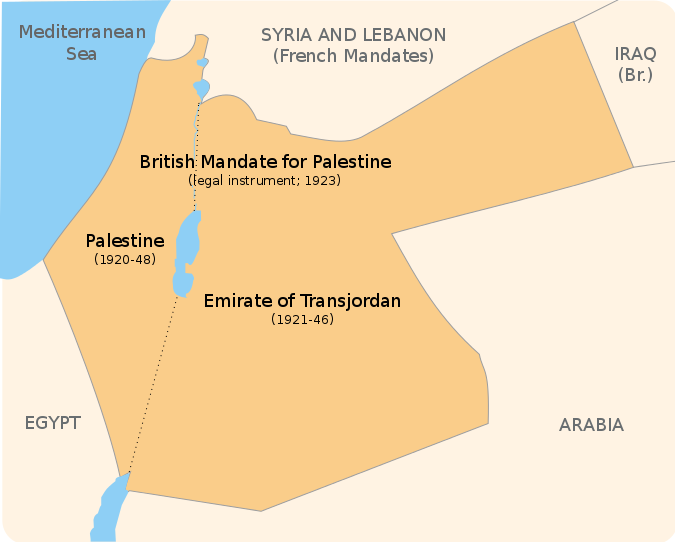
Il territorio rivendicato dal partito revisionista e poi dall'Herut

Vladimir Žabotinskij è un dirigente dell'Organizzazione Sionista Mondiale da prima della prima guerra mondiale. Era abbastanza vicino alla corrente dei Sionisti Generali. Ma contesta l'orientamento considerato come troppo moderato di Weizmann, e non si unisce pertanto al nuovo partito.

### La rivoluzione bolscevica e l'ascesa della Sinistra
In Palestina negli anni venti, i sionisti socialisti hanno il vento in poppa, usufruendo indirettamente dell'entusiasmo generato dalla rivoluzione bolscevica.
Weizmann, a sua volta leader dei Sionisti Generali (centro-destra) e dell'Organizzazione Sionista Mondiale, ha scelto d'allearsi con la sinistra sionista.
Per molti, a destra, doveva essere invece realizzata una resistenza più determinata all'ascesa della sinistra.

### L'indipendenza della Transgiordania (1922)
Nel 1922, i britannici decidono di ritirarsi dalla Transgiordania. L'indipendenza di tale Emirato suscita una forte resistenza fra i sionisti. Berl Katznelson, l'ideologo dell'Achdut Ha'avoda, ha espresso proteste ben più veementi di quelle di Žabotinskij contro tale decisione britannica ma, dopo la rottura fra l'Organizzazione Sionista Mondiale (OSM) e Žabotinskij (nel 1923), questi utilizzerà la tematica dell'annessione della Transgiordania come strumento di critica della «fiacchezza» dell'OSM, che ha infine accettato controvoglia la decisione britannica.

### La creazione del Betar (1923)
A Rīga, nel 1923, alcuni studenti ebrei creano la Brit Yosef Trumpeldor (Alleanza Iosif Trumpeldor, o Betar), un'organizzazione della gioventù nazionalista e anti-comunista. Fondata prima del partito revisionista stesso, il Betar manterrà una gelosa indipendenza nei suoi confronti, pur condividendone le idee (in un'accezione tuttavia spesso più «dura»).
Il Betar accetta sollecitamente la direzione di Žabotinskij, chiamato il «Roch Betar» e «oggetto d'un culto della personalità sconosciuto fino ad allora nel sionismo». I militanti del Betar effettueranno immediate pressioni su Žabotinskij per creare un movimento politico teso a compattare la destra nazionalista. Il Betar assume anche un orientamento para-militare, conformemente all'obiettivo posto dalla Muraglia d'acciaio, un testo di Vladimir Žabotinskij datato 1923.
Negli anni seguenti, il Betar conoscerà una forte crescita (9.000 nel 1929, 80.000 nel 1939), e sarà uno dei pilastri del revisionismo.

### La "Muraglia d'acciaio" (1923)
Vladimir Žabotinskij ha difeso il progetto d'una Legione Ebraica in Palestina, struttura legale sostenuta dal Regno Unito. Così, in un testo del novembre 1923, egli afferma che il conflitto fra il sionismo e il nazionalismo arabo è inevitabile, e che il sionismo deve costituire una "muraglia d'acciaio" (un esercito), per imporsi.
Questa rivendicazione farà parte del programma del partito revisionista al momento della sua creazione, nel 1925.

### L'affare Petliura (1921-1923)
Nel 1921, Žabotinskij ha firmato un accordo con Simon Petljura, dirigente del governo provvisorio ucraino, in cui s'accusavano all'epoca le truppe ucraine d'aver massacrato decine di migliaia di ebrei. Nel gennaio 1923, il Comitato d'Azione Sionista (esecutivo allargato dell'OSM) decide l'istituzione di una commissione d'inchiesta. Žabotinskij, che criticava da vari anni la sinistra e Weizmann, che erano la maggioranza nel movimento sionista, decide di dimettersi dal suo posto alla direzione dell'OSM.

## L'appartenenza all'Organizzazione Sionista Mondiale (1925-1935)
Nel 1923, Žabotinskij è dunque la figura principale di una destra nazionalista che cerca di organizzarsi in un movimento tanto anti-comunista (dunque ostile alla sinistra sionista marxista) quanto contraria alla «debolezza» dei dirigenti del centro-destra sionista (Sionisti Generali).

### La creazione del Partito revisionista (1925)
A partire dal 1923-1924, Žabotinskij raduna attorno a sé un piccolo gruppo di militanti, soprattutto di origini russe come lui. Nel 1925 nasce l'Alleanza dei sionisti revisionisti a Parigi (nella sala posteriore del «café du Panthéon», in pieno Quartiere latino).
Il termine «revisionista» nasce dalla volontà di membri del nuovo partito di «rivedere il sionismo».
L'obiettivo è la creazione d'uno Stato sulle due rive del Giordano (ivi compresa dunque l'attuale Giordania). I britannici devono mettere in atto una «Legione Ebraica» per permettere all'Yishuv di difendersi. Devono anche favorire un'immigrazione ebraica di massa. Le terre pubbliche (demaniali) e le terre incolte dovranno essere messe a disposizione degli immigranti ebrei. Ma l'autorità del Regno Unito sulla Palestina non viene rimessa in causa.
Il partito da allora si sviluppa in Polonia soprattutto e nella Palestina mandataria. Tale sviluppo resta tuttavia modesto: alle elezioni dell'Organizzazione Sionista Mondiale del 1925, 1927 e 1929, il partito conseguirà risultati limitati (circa il 7% nel 1929).

### La reazione della sinistra
La sinistra sionista è assai viva. Le relazioni erano state fino ad allora oscillanti. Ora diventano invece cattive. Žabotinskij è accusato di essere un demagogo ultra-nazionalista, un simpatizzante fascista (che invece non è). Žabotinskij resterà sempre un fermo sostenitore del liberalismo politico ed economico, al contrario di alcuni componenti del suo partito.

### L'Aliyah Grabski (1924 - 1928)
La Quarta Aliyah conduce in Palestina dal 1924 al 1928 80.000 immigranti. Molti vengono dalla Polonia e sono stati espulsi dalle misure antisemite del governo Grabski. Questa parte della popolazione polacca ebraica avrà una certa importanza per lo sviluppo del revisionismo in Palestina:
- Si tratta per lo più di commercianti, artigiani, appartenenti alle classi medie, che sono più vicine alla destra che alla sinistra.
- Il loro afflusso crea nel 1926-1928 una crisi economica assai grave, che si ritorce anche contro i partigiani del potere sionista in Palestina, e che aiuta dunque la sua opposizione di destra.

Ancora un po' esitante nel 1925, il Partito Revisionista afferma con nettezza il suo attaccamento al capitalismo fin dal 1927. Propone anche di vietare gli scioperi, fino alla creazione dello Stato ebraico. La borghesia possiede le chiavi del futuro. «Non dobbiamo sentire vergogna, camerati borghesi», proclama Žabotinskij.

### La tentazione fascista e i Birionim (1928-1933)
Nel 1928, tre uomini entrano nel Partito Revisionista. Provengono dalla sinistra sionista, ma si sono ribellati ad essa, e ostentano ora simpatie fasciste. Sono il giornalista Abba Ahimeir, il poeta Uri Zvi Greenberg e il medico e scrittore Yehoshua Yevin.
Organizzano rapidamente una fazione radicale e fascistizzante in seno al Partito di Palestina. I tre uomini sognano un'organizzazione di «capi e di soldati»
I torbidi arabi ed ebraici del 1929 forniscono loro un uditorio crescente. Il Partito Revisionista ha triplicato i suoi voti rispetto al 1929 nelle elezioni interne all'OSM (all'incirca il 21% dei voti). La tendenza è in ascesa, e lo è anche per i più radicali fra i revisionisti. Il loro gruppo controlla ormai Hazit Ha'am, il giornale della sezione operaia del Partito, in cui essi sviluppano le loro tesi.
Ahimeir assurge presto alla posizione di ideologo di riferimento del Partito in Palestina (che è soltanto una sezione del Partito e neppure la più importante), e influenza fortemente il Betar. Ufficialmente sostiene Žabotinskij. Più discretamente, lo critica,, considerando che non vi sia più differenza fra lui e la sinistra.
Nel 1931, la sua sezione s'organizza in seno a un'associazione segreta e indipendente dalla direzione del Partito, il «Brit Ha'Birionim». Essa intende lottare contro tre nemici:
- la sinistra sionista,
- gli Arabi,
- il Regno Unito, che non fa abbastanza contro gli Arabi, e comincia a fissare determinati limiti all'immigrazione ebraica.

In segreto, i Birionim recuperano armi e preparano attentati, che non avranno tuttavia luogo.
Žabotinskij e il Partito criticano il loro radicalismo (di cui non percepiscono l'ampiezza), ma rifiutano di rompere con i Birionim.
Nel 1932, al V congresso del Partito, Ahimeir propone di trasformate il Partito Revisionista in un partito autoritario. Žabotinskij dichiara: « considero come nefasto ogni movimento che neghi il principio di uguaglianza fra i cittadini [...] è proprio per questo che io vi considero, Ahimeir, come un avversario politico».
Al contrario, qualche mese più tardi, al momento del conflitto interno coi «moderati» del Partito Revisionista che sono inquieti per la volontà manifestata da Žabotinskij di abbandonare l'OSM, Žabotinskij s'appoggia alla sua ala destra per sciogliere la direzione del Partito, organizzare nuove elezioni interne e affermare il suo punto di vista.
All'inizio del 1933, Ahimeir dichiara su Hazit Ha'am che vi è del buono in Hitler, riferendosi alla sua «polpa anti-marxista». Žabotinskij è furioso, ma si rifiuta di nuovo di rompere coi Birionim.
Il 16 giugno 1933, il direttore del dipartimento politico dell'Agenzia ebraica, il socialista Haim Arlozoroff, è assassinato in circostanze oscure (ancor oggi nessuno sa chi abbia assassinato Arlozoroff). La mattina stessa Hazit Ha'am aveva lanciato un attacco violentissimo contro di lui «il popolo ebraico ha sempre saputo giudicare come si deve coloro che vendono il suo onore e la sua fede. Questa volta ancora, saprà trovare la risposta adeguata a questa porcheria che si fa pubblicamente» (un accordo d'emigrazione raggiunto fra l'Agenzia Ebraica e il Terzo Reich per l'emigrazione di ebrei tedeschi, accordo del quale Arlozoroff era il negoziatore).
Rapidamente l'inchiesta britannica s'indirizza sui Birionim. Ahimeir è giudicato. È prosciolto dall'imputazione di omicidio ma i documenti trovati presso di lui lo fanno condannare a 18 mesi di carcere per incitamento alla rivolta contro il regime mandatario. La sinistra accusa i Birionim di complotto fascista. Dopo aver esitato, Žabotinskij impegna il Partito Revisionista nella difesa accanita di Ahimeir.
L'affare Arlozoroff e il sostegno dei revisionisti alla loro ala estremista avranno due conseguenze:
- La scomparsa dei Birionim, che non avranno più modo di riproporsi. La tentazione fascista è stata contenuta all'interno del partito.
- L'odio tenace della sinistra per i revisionisti. Poco amati (Ben Gurion aveva trattato chiamandolo «Vladimir Hitler» nel 1932), essi diventano ora ai suoi occhi un'accozzaglia di assassini faziosi e di terroristi.

La rottura è totale, la scissione s'avvicina.
Nell'agosto 1933, le elezioni del XVIII congresso dell'OSM (a Praga) sono dominate dagli attacchi della sinistra al «pericolo fascista» revisionista. Il Partito Revisionista perde ⅓ dei suoi voti, e ottiene solo il 14% dei suffragi. Il Blocco della sinistra, diretto dal Mapai, ottiene il 44% dei voti e si afferma come la tendenza dominante nell'OSM.

### Il revisionismo sionista in Italia
Le relazioni e le affinità ideologiche del revisionismo, in particolare nel suo raggruppamento italiano, con il fascismo mussoliniano erano certamente marcate. In una circolare del movimento per le elezioni del 16º Congresso Sionistico Mondiale si leggeva:
"Ci hanno chiamato i fascisti del Sionismo. E sia. Voglia il Signore che la nostra opera sia così provvida per le sorti d'Israele risorgente come lo è stato e lo è quella del Fascismo per l'Italia".
Il leader del revisionismo italiano - Leone Carpi- negli appunti del suo discorso per il Congresso revisionista del 1935 a Vienna, ribadiva le affinità col fascismo in quanto ideologia nazionale: "Ma è innegabile che affinità non lievi si riscontrano fra i principi fondamentali dell'uno e dell'altro movimento nel campo dell'ideologia nazionale come in quello delle attuazioni sociali ed economiche, è innegabile che molto abbiamo da apprendere da un movimento che si è imposto all'attenzione del mondo e che effettivamente si è trovato in condizioni che presentano profonde analogie con la nostra".
L'organo italiano del movimento - L'Idea Sionistica - per difendersi dalle accuse dei fascisti intransigenti sottolineava:
"Nessuno può in buona fede citare un solo caso verificatosi in Italia nel quale un sionista come tale o una qualsiasi istituzione sionistica abbia assunto un atteggiamento o compiuto una attività in contrasto con gli interessi nazionali o con le direttive del Governo".

### L'Organizzazione degli Operai Revisionisti (1932)
Nel 1932, viene creata l'Organizzazione degli Operai Revisionisti. Nel 1934, i revisionisti formano la Confederazione Nazionale dei Lavoratori d'Eres Israel.
Il successo è modesto, ma conferma la volontà di contestare alla sinistra il suo monopolio politico e sindacale. Questa reagirà assai male a tale concorrenza contro l'Histadrut, bastione della sinistra sionista.

## La creazione della Nuova Organizzazione Sionista (1935)
Dopo molti anni, il Partito Revisionista esitava circa l'eventuale rottura con l'OSM. Nel 1932, Žabotinskij aveva sciolto la direzione revisionista (che gli era contraria) e aveva fatto eleggere una maggioranza favorevole alla rottura. Ma egli esitava ancora.
Nel 1934 e nel 1935, la sinistra (nella persona di David Ben Gurion) e la destra revisionista (nella persona di Vladimir Žabotinskij) negoziano un accordo. Accettato dal Partito Revisionista, l'accordo è respinto da un referendum interno all'Histadrut.
Žabotinskij decide nel 1935 che il Partito Revisionista debba abbandonare l'OSM dominato dai socialisti.

### La scissione del 1935
Il Partito Revisionista decide di dar vita a una «Nuova Organizzazione Sionista» (NOS) per rimpiazzare l'OSM (la NOS e i revisionisti torneranno in seno all'OSM nel 1946).
Ma la NOS attirerà (come il Partito Revisionista) solo gruppi marginali, in particolare i religiosi sionisti conservatori del Mizrahì.
Lo scacco è dunque parziale. Ma è sensibile per il futuro: per ottenere il congiungimento coi religiosi, il Partito Revisionista, originariamente altrettanto laico - o quasi - come la sinistra, ha subito una deriva più aperta verso la religione. Negli anni settanta,  beneficerà di questo nuovo orientamento, cui esso resterà fedele a partire dal 1935, radunando intorno a sé i partiti religiosi (Mizrahì e Agudat Yisrael).

### Lo sviluppo dell'Irgun (1937-1939)
Dal 1935 al 1939 scoppia la "Grande Rivolta araba in Palestina", un sollevamento di Arabi palestinesi contro il Mandato britannico e i sionisti.
Dall'inizio degli anni trenta esisteva in Palestina un'organizzazione armata clandestina dissidente dell'Haganah, l'Haganah nazionale, conosciuta anche come Irgun Zvai Leumi. Žabotinskij era membro del suo consiglio politico, ma l'Irgun non era strettamente revisionista: nel 1937 la maggioranza dei suoi membri militava nell'Haganah.
A partire dal 1937 e fino al 1939, l'Irgun è riorganizzata come organizzazione armata revisionista (ma indipendente dal partito). Žabotinskij ne è il capo politico (funzione quanto mai teorica). Il nome "Haganah nazionale" è abbandonato.
L'Irgun si mette allora a commettere sempre più attentati, in particolare contro civili palestinesi, uccidendo da 200 a 250. L'organizzazione s'ingrandisce, si rafforza, si arma, attira a sé i revisionisti più radicali. La cieca violenza contro i civili è condannata dalla sinistra e il centro-destra dei Revisionisti Generali. Žabotinskij stesso ne è talvolta turbato. Ma la violenza è anche un mezzo per mobilitare i nazionalisti più radicali.

### Il piano d'evacuazione (1936-1937)
Nel 1936, il governo polacco lancia una campagna anti-ebraica di grande ampiezza. Il partito al potere (OZON) proibisce l'adesione degli ebrei. Il governo indica di sperare la partenza di tutti gli ebrei della Polonia nel giro di qualche anno. Prende contatti col governo francese per esplorare l'ipotesi d'una partenza di ebrei verso il Madagascar, ma senza alcun successo.
Žabotinskij decide a quel punto d'impegnare il Partito Revisionista nella direzione d'un sostegno al governo polacco. Prova a convincere questo che è verso la Palestina che gli ebrei devono essere indirizzati. Il governo lo riceve, e le due parti si fanno volentieri vedere insieme. L'obiettivo di Žabotinskij è di trovare un alleato per fare pressione sulla Gran Bretagna, al fine d'aumentare il numero di visti d'immigrazione che la potenza mandataria limita nettamente dagli inizi degli anni trenta.
Ma, al di là della politica, la collaborazione dei revisionisti con la Polonia ha anche una parte militare. A seguito degli incontri dell'ottobre 1937 fra Žabotinskij e il comandante delle forze armate, il maresciallo Rydz-Smigly, e il ministro degli Affari Esteri, il colonnello Beck, un concreto sostegno è concesso all'Irgun. Avraham Stern è il responsabile della pratica da parte dell'Irgun, nella sua veste di inviato speciale. Dei fondi finanziari sono versati nel 1939. Cinquemila fucili sono assegnati lo stesso anno. Nella primavera del 1939, le forze armate polacche concedono a 25 ufficiali dell'Irgun "un periodo d'addestramento militare ed al sabotaggio".
Questa esperienza avrà due conseguenze:
- La Polonia era, ben più della Palestina, il centro principale del Betar e del Partito Revisionista. Ma se gli ebrei della Polonia potevano accettare un accordo tecnico che favorisse l'emigrazione, il "matrimonio d'amore"[9] con un regime antisemita non era accettabile. Il Partito Revisionista ne uscirà profondamente indebolito.
- Incaricato dei contatti militari, Avraham Stern e i suoi seguaci capiscono che fruttuose relazioni potevano essere mantenute con un governo antisemita, anche per quel poco per cui alle due parti ne derivasse un vantaggio. Nel dicembre 1940, essi tenteranno di riprendere contatto con la Germania nazista per la loro lotta contro la Gran Bretagna[10].

### Il Libro Bianco (1939) e la morte di Žabotinskij (1940)
Nel 1939, i britannici pubblicano un  «Libro Bianco», risposta politica alla "Grande Rivolta Araba". Pongono quasi del tutto fine all'immigrazione ebraica e indicano che nel 1949 la Palestina diventerà uno Stato unitario (dunque a maggioranza araba). Fino ad allora, il movimento revisionista aveva criticato il Mandato britannico, non particolarmente favorevole alla causa ebraica. Ma resta comunque un alleato del Regno Unito. Solo i più radicali (Birionim) esortavano alla guerra contro i britannici.
Il Libro Bianco cambia totalmente la situazione e il Partito Revisionista si ritrova contro il Regno Unito. Ma, poco tempo dopo, comincia la guerra in Europa e i revisionisti decidono di sostenere gli Alleati.
Vladimir Žabotinskij morirà nell'agosto del 1940 per una crisi cardiaca, mentre visitava un campo invernale del Betar, negli USA.
Lascia dietro di sé un campo revisionista diviso e indebolito.
Il Betar, l'Irgun e il Partito Revisionista non avevano legami istituzionali. Erano uniti soltanto dall'ideologia e da Žabotinskij, loro capo comune (in modo assai teorico però per quanto riguarda l'Irgun). La sua morte lascia dunque queste tre organizzazioni senza una comune direzione.
Il Partito Revisionista è stato pesantemente indebolito dall'affare Arlozoroff e dal suo "piano d'evacuazione". Soprattutto, l'invasione della Polonia da parte sovietica e tedesca nel 1939 ha tagliato fuori il partito di Palestina dalla sua principale base di retroguardia (in militanti e in disponibilità economiche): la Polonia.
Tutto il movimento revisionista è da ricostruire. Sarà Menachem Begin a incaricarsene.

## L'egemonia dell'Irgun (1940-1948)
Dopo la morte di Žabotinskij, è l'Irgun che guadagna progressivamente il centro della scena dell'universo politico revisionista. Il suo attivismo gli consentirà di imporsi come la guida naturale dei successori politici di Žabotinskij.

### Il cessate-il-fuoco dell'Irgun (1940)
Nel 1940, l'Irgun decide che la situazione in Europa è più grave di quella del "Focolare nazionale ebraico", e decide di fermare le sue azioni armate contro gli Arabi, e di non lanciarne altre contro i britannici. L'Irgun conclude anche un accordo con i britannici per partecipare ad azioni offensive, in particolare nel campo dei sabotaggi. Žabotinskij aveva approvato l'accordo. Il capo dell'Irgun, David Ratziel, sarà ucciso in combattimento del 1941.

### La scissione del gruppo Stern (1940)
Le scelte della direzione dell'Irgun non raccoglie l'unanimità. Avraham Stern ("Yair"), che si può considerare come l'erede politico dei Birionim, le contesta. Considera al contrario che la minaccia di scomparsa del "Focolare nazionale ebraico" al termine del periodo decennale previsto dai britannici è la più grave.
Crea con qualche altro nazionalista radicale, come Yitzhak Shamir, futuro Primo Ministro d'Israele, una scissione che definisce dapprima come «Irgun Tsvai Leumi beIsrael», poi «Lohamei Herut Israel» (Combattenti per la libertà d'Israele) o Lehi. I britannici la chiamano «Banda Stern».
Questa fazione scissionista si dedica ad attacchi contro i britannici o ebrei "collaboratori" e tenta anche di prendere contatto coi Tedeschi, in nome della differenza fra il "persecutore" (la Germania), preferibile al "nemico" (i britannici che impediscono lo Stato ebraico). La Banda Stern è infine smantellata nel 1942, ed "entra in sonno". I responsabili sono morti (Stern, nel 1942) o in prigione (Shamir).

### L'arrivo di Menachem Begin e la ripresa dei combattimenti (1943)
Antico responsabile del Betar di Polonia, considerato come più radicale di Žabotinskij, ma non così a destra come Stern, Begin arriva in Palestina nel 1943 coi resti dell'esercito polacco (Armata Anders). Prende rapidamente la direzione dell'Irgun, che conosce al momento una crisi interna abbastanza grave dopo la morte di Ratziel.
A partire dall'inizio del 1944, l'Irgun riprende gli attentati.
Il Lehi anche li ha ripresi, ma nel quadro d'un riposizionamento ideologico che non si richiama più ufficialmente al revisionismo. L'orientamento è ora filo-sovietico, malgrado correnti decisamente destrorse restino attive nel Lehi.
Sia come sia, sono gli Arabi ad essere colpiti, più che i britannici.
Dal 1944 al 1948, centinaia di militari britannici, funzionari e poliziotti saranno trucidati.
L'Haganah si oppone all'Irgun fino a metà 1945, poi si unisce ad esso nella lotta anti-britannica, pur criticando il carattere sanguinario delle sue azioni.
Il Partito Revisionista in Palestina, per parte sua, è poco attivo politicamente, ma critica comunque ciò che esso considera gli eccessi dei membri dell'Irgun.
A partire da novembre 1947, l'Irgun cessa il grosso delle sue operazioni anti-britanniche (vi sarà ancora qualche attentato contro i britannici, seguiti puntualmente a scontri), ma si lancia in cruente rappresaglie contro la popolazione civile araba, in risposta agli attentati arabi anti-sionisti che fanno seguito alla decisione dell'ONU di creare uno Stato ebraico in Palestina.

## La creazione dell'Herut (1948)
Dopo l'indipendenza d'Israele, il Primo Ministro David Ben Gurion esige lo smantellamento dell'Irgun in quanto organizzazione armata clandestina che non ha, quindi, più motivo di essere.
L'affare dell'Altalena, una prova di forza fra Tsahal e Irgun, farà 18 morti (16 membri dell'Irgun e 2 soldati di Tsahal). L'Irgun cessa di esistere.
Ma Menachem Begin è ora il capo incontrastato dei Revisionisti in Terra santa. Nel 1948, crea l'Herut, che aggrega antichi appartenenti dell'Irgun e del Partito Revisionista. Egli allontanerà dalla direzione gli antichi responsabili del Partito Revisionista per imporre quelli a lui vicini.
Il Partito Revisionista, più forte in Polonia che nella stessa Palestina, non esiste più. lascia il posto all'Herut, un partito puramente israeliano. Alle elezioni del 1949, questo otterrà l'11,5% dei suffragi, e si piazzerà al 4º posto, all'opposizione.
L'Herut riprende l'ideologia del Partito Revisionista: annessione della Cisgiordania, della Striscia di Gaza e della Giordania, per formare un "Grande Israele" sulle due rive del Giordano, attaccamento ai valori del liberalismo politico e al liberismo economico, anti-comunismo, ostilità alla sinistra, esaltazione delle forze armate.

## Il Partito Revisionista: sintesi
Fra il 1925 e il 1948, è un partito che ha avuto 3 tratti caratteristici, in parte contraddittori: è stato relativamente marginale, molto attivista e indirettamente influente.
- Marginalità: la sua difesa senza concessioni dell'ideale del Grande Israele (inclusa la Giordania) e della violenza l'hanno posto al di fuori del consenso politico dominante (quello della sinistra e dei Sionisti Generali). I suoi risultati elettorali sono dunque rimasti relativamente modesti. Le elezioni dell'OSM nel 1931, col 21% dei voti, restano un'eccezione, conseguita in misura assai larga grazie all'ebraismo polacco.
- Attivismo: con l'Irgun, il movimento revisionista (più che lo stesso partito) ha largamente utilizzato la violenza: violenza cieca contro i civili arabi, più accorta contro l'antico alleato britannico.
- Influenza: se è stato poco influente elettoralmente, il revisionismo, par il suo attivismo, ha in parte obbligato il movimento sionista mondiale a definirsi nei suoi confronti. Ha così svolto un ruolo non trascurabile nel passaggio dell'Haganah alla lotta armata (anche se moderata) contro i britannici. Le sue azioni armate spiegano in parte il ritiro britannico[11].

Il Partito Revisionista è quindi un partito-chiave della storia del sionismo. Ha collocato nel cuore del suo programma dal 1925 l'idea del "Grande Israele", all'interno delle sue frontiere bibliche. Assai minoritario all'epoca di Žabotinskij, questa tematica diventerà centrale nel dibattito fra sionisti dopo la guerra dei sei giorni del 1967, e tale rimane ancora ai nostri giorni.